# مسؤول الشبكة

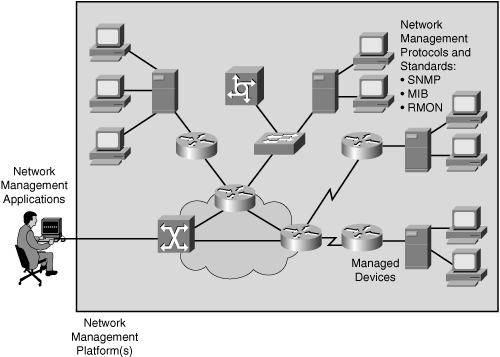

مسئول الشبكة هو شخص مسئول عن صيانة عتاد الحاسوب وبرمجية حاسوب التي تتكون منها شبكة حاسوب. وهذا بالطبع يشمل نشر، وتكوين وصيانة و[مراقبة] معدات الشبكة النشطة.
ومسئول الشبكة هو في العادة مستوى هيئة أفراد الشبكة/الفنيين في تنظيم ما ونادرا ما يتم إشراكهم مع دعم المستخدم المباشر. وسوف يركز مسئول الشبكة على الترابط العام للشبكة، ونشر الخادم، وأمانه، والتأكد من أن اتصال الشبكة من خلال البنية التحتية لشبكة LAN/WAN للشركة هي على غرار الاعتبارات الفنية على المستوى الشبكي لهرم التنظيم. ومسئولو الشبكة يعتبرون أفراد دعم المستوى الثالث الذين يعملون فقط على القضايا الخاصة بالتصليح والتركيب والتي لم يمكن حلها على المستوى الأول (مكتب المساعدة) أو المستوى الثاني (فني مكتب المساعد/الشبكة). وبناء على الشركة، فيحق أيضا لمسئول الشبكة تصميم ونشر الشبكات.
وسوف يختلف الدور الحقيقي لمسئول الشبكة من شركة إلي أخرى، لكنه سوف يشمل في كل الأحوال على أنشطة ومهمات مثل تعيين [عنوان الشبكة]، وتعيين بروتوكولات التسيير (علم الشبكات) وتكوين جدول التوجيه وكذلك تكوين الاستيقان و[الترخيص] و[خدمات الدليل]. وغالبا ما تشمل صيانة مرافق الشبكة في الآلات الفردية، مثل مشغل (برنامج حاسوبي) وأوضاع حاسوب شخصي وكذلك طابعة وما شبه ذلك. وأحيانا تشمل أيضا صيانة خادم (معلوماتية) شبكة معينة: [خادمات ملفات] وشبكة افتراضية خاصة ونظام كشف التسلل، الخ.
وربما يشترك مسئولو الشبكة من الناحية الفنية في صيانة وإدارة الخادم، وسطح المكتب، والطابعات، وأجهزة التوجيه، ومفاتيح التبديل وجدار الحماية والهواتف ومساعد الرقم الشخصي، ونشر التطبيق، وتحديثات الحماية، وملفات التصحيح وحشد كبير من التقنيات الإضافية التي تشمل العتاد والبرمجيات.
ومسئول الشبكة مسئول أيضا عن أمن شبكة حاسوب وعن تعيين عناوين بروتوكول الإنترنت للأجهزة المتصلة بالشبكات. وتعيين عناوين بروتوكولات الإنترنت يعطي مسئول [الشبكة الفرعية] بعض التحكم في الإفراد الذين يتصلون بالشبكة الفرعية. وكذلك يساعد في ضمان أن المسئول يعرف كل نظام متصل ومن المسئول شخصيا عن النظام.

## مهام مسئولي الشبكة
تستخدم العديد من المنظمات حلول هيئة دعم المستوى الثالث، مع المستوى الأول (مكتب المساعدة) وتعامل الأفراد مع المكالمات الأولية، والمستوى الثاني (الفنيين ومحللي دعم الحاسب) والمستوى الثالث (مسئولي الشبكة). وتتبع معظم المنظمات معدل ثابت للأفراد، وجعل مسئول الشبكة إما هي الوظيفة الأعلى أو التي تلي الوظيفة الأعلى، في قسم الدعم الفني.
ومسئولو الشبكة مسئولون عن التأكد من أن العتاد والبنية التحتية لشبكة الخاصة بتنظيم تكنولوجيا المعلومات في حالة جيدة وصيانة مناسبة. وهم منخرطون في تدبير العتاد الجديد (مثلا: هل يحقق متطلبات المعايير الموجودة؟ هل يؤدي ما تتطلبه الوظيفة؟)، تسجيل التركيبات البرمجية الجديدة في الذاكرة الخارجية، صيانة صور القرص من أجل تركيبات جديدة للحاسب (عادة من خلال وجود نظام تشغيل وتركيب تطبيق ما)، والتأكد من دفع التراخيص من أجل تحديث البرمجية التي تتطلبها، والمحافظة على المعايير الخاصة بتركيب وتطبيقات الخادم، ومراقبة أداء الشبكة، وفحص اختراقات الأمن، وممارسات الإدارة السيئة للبيانات وهكذا.
ومعظم مناصب مسئولي الشبكة تتطلب اتساع المعرفة الفنية والقدرة على تعلم كل كبيرة وصغيرة عن الشبكات الجديدة وحزم برمجية الخادم بسرعة. وبينما يكون تصميم وتعديل الشبكة هي وظيفة مهندس الشبكة، إلا أن العديد من المنظمات تضم هذه الوظيفة إلي منصب مسئول الشبكة أيضا.
ومن الوظائف الرئيسية لمسئول الشبكة هي الاتصالية. فمسئول الشبكة مسئول عن التأكد من أن الاتصالية تعمل بالنسبة لكل المستخدمين في المنظمة، والتأكد من أن حماية البيانات الخاصة بوصلات الإنترنت يتم التعامل معها بشمل مناسب. (وبالنسبة لمديري الشبكات الذين يقومون بالنواحي الأمنية، فقد يعد هذا عملا بدوام كامل).
وبطاقات الشكاوى تذهب إلي مكتب المساعدة، ثم إلي دعم مستوى الملل، قبل أن تصل إلي مستوى مسئول الشبكة. ونتيجة لهذا، ففي عملياتهم اليومية، ينبغي على مسئولي الشبكة أن لا يتعاملوا بشكل مباشر مع المستخدمين النهائيين كعمل روتيني. بل ينبغي على الغالبية العظمى من وظائفهم أن تكون في وضع داول زمنية وتنفيذ مهام الصيانة الدورية، وتحديث برامج منع الكوارث، والتأكد من أن دعم الشبكة يعمل وإجراء اختبارات الاسترداد من أجل التأكد من أن ذلك الاسترداد سليم.

## تدريب وشهادات مسئولي الشبكة
- أساسيات الشبكات N+ compTIA
- مساعد معتمد لإنترنت شبكات Juniper (Juniper JNCIA)
- أخصائي معتمد لإنترنت شبكات Juniper (Juniper JNCIS)
- فني معتمد من سيسكو لإدخال الشبكات (Cisco CCENT)
- مساعد شبكة معتمد من سيسكو (Cisco CCNA)
- مهني معتمد لتبادل البيانات على الشبكة (Cisco CCIP)
- مهني شبكة معتمد من سيسكو (Cisco CCNP)
- خبير معتمد لتبادل البيانات على الشبكة من سيسكو (Cisco CCIE)
- مهندس معتمد من سيسكو (Cisco CCAr)
- مسئول نظام معتمد من ميكروسوفت (Microsoft Certified System Administrator)
- مهندس نظام معتمد من ميكروسوفت (Microsoft Certified System Engineer)
- أخصائي تكنولوجيا معلومات معتمد من ميكروسوفت (Microsoft Certified IT Professional)

•	Novell Enterprise Certified Netware Engineer (ECNE)
- Network+ من شركة CompTIA
- مهندس معتمد من Red Hat (RHCE)